# Rivière aux Rats (Saguenay)
Pour les articles homonymes, voir Rivière aux Rats.
La rivière aux Rats (de rats musqués)  est un cours d'eau traversant l'arrondissement Chicoutimi, à Saguenay (Québec, Canada). D'une longueur de 3,72 km, il est un affluent mineur de la rivière Saguenay.
La surface de la rivière aux Rats est habituellement gelée du début de décembre à la fin mars, toutefois la circulation sécuritaire sur la glace se fait généralement de la mi-décembre à la mi-mars.

## Description
La rivière aux Rats coule plus ou moins en parallèle entre la rivière Chicoutimi (côté ouest) et la rivière du Moulin (côté est).
La rivière aux Rats débute, au sud, près du boulevard du Royaume, passe près du parc Rosaire-Gauthier, sous le parc Jean-Béliveau et se jette dans le Saguenay à la hauteur de la rue de l'Hôtel-de-Ville.
Ce cours d'eau fut, en partie, canalisé en 1929 sous le Centre-ville de Chicoutimi.
|  |

Dans sa partie sud, un boisé protège son état naturel. Un sentier de 2,4 km, accessible toute l'année, a été aménagé le long de la rivière aux Rats : le sentier aux Rats Musqués.

## Toponymie
Le toponyme « rivière aux Rats » a été officialisé le 25 février 1976 à la Banque des noms de lieux de la Commission de toponymie du Québec.